# Novica Veličković
Novica Veličković (kyrillisch: Новица Величковић, * 5. Oktober 1986 in Belgrad, SFR Jugoslawien) ist ein serbischer Basketballspieler, der seit 2016 bei KK Partizan Belgrad unter Vertrag steht.

## Laufbahn
Veličković begann seine Karriere in der Jugend von KK Drvomarket und KK Zemun, bevor er 2001 in den Nachwuchs von Partizan Belgrad wechselte. Bei den Hauptstädtern feierte er in der Saison 2004/05 sein Debüt in der Profimannschaft und gewann die nationale Meisterschaft fünf Mal in Folge. Des Weiteren holte er mit Partizan dreimal die NLB-Liga und zweimal den nationalen Pokal. In der Saison 2008/09 wurde er zum wertvollsten Spieler der NLB-Liga gekürt und bekam auch die EuroLeague Rising Star Trophy für den besten Spieler unter 23 Jahren. Im Sommer 2009 wechselte Veličković zum spanischen Club Real Madrid.
Bei den Königlichen versuchte Trainer Ettore Messina Veličković auf der Position des Small Forwards einzusetzen. Der Serbe fühlte sich auf dieser nicht wohl und hatte zudem mit Verletzungen zu kämpfen, weshalb er in seinen ersten zwei Spielzeiten in Spanien nur auf wenig Einsatzzeit kam. Im Sommer 2011 wurde mit einem Abgang von Veličković spekuliert, doch auf Wunsch des neuen Trainers von Real Madrid, Pablo Laso, verlängerten die Hauptstädter seinen Kontrakt schließlich bis Sommer 2013. Im Februar 2012 gewann Veličković mit seinem Verein erstmals seit 19 Jahren wieder den spanischen Pokal, im Finale bezwang Real Madrid den Erzrivalen FC Barcelona mit 91:74, in der Liga ACB erreichten die Hauptstädter Platz zwei. Zu Saisonende wurde der Vertrag von Veličković, der aufgrund von Verletzungen nur selten zum Einsatz kam, aufgelöst.
Über Einsätze beim KK Mega in seiner Heimatstadt konnte sich Veličković für einen Vertrag beim deutschen Meister Brose Baskets aus Bamberg empfehlen, der den Dauer-Rekonvaleszenten jedoch nur in acht Spielen der Basketball-Bundesliga 2013/14 zum Einsatz brachte, bevor auch dieser Vertrag vorzeitig im Februar 2014 beendet wurde. Nachdem Veličković die Saison beim KK Mega zu Ende gespielt hatte, wechselte er in die Türkei zu Trabzonspor, wo er die folgenden beiden Jahre spielte. In seiner zweiten Saison beendete Veličković auch diesen Vertrag Anfang März 2016 vorzeitig und kehrte zu seinem Stammverein Partizan zurück, der jedoch seine dominierende Stellung in Serbien eingebüßt hatte.

### Nationalmannschaft
Veličković spielte schon als Junior für sein Land und konnte die U20-Europameisterschaft 2006 gewinnen. 2007 debütierte er in der Serbischen A-Nationalmannschaft und war im selben Jahr Teil des Kaders bei der Basketball-Europameisterschaft.

## Erfolge
Verein
- Adriatic Basketball League (3): 2006/07, 2007/08, 2008/09
- Serbisch-montenegrinischer Meister (2): 2004/05, 2005/06
- Serbischer Meister (3): 2006/07, 2007/08, 2008/09
- Serbischer Pokalsieger (2): 2008, 2009
- Spanischer Pokalsieger: 2011/12

Nationalmannschaft
- U20-Europameister: 2006
- Silber bei der Europameisterschaft 2009

### Ehrungen
- EuroLeague Rising Star Trophy: 2009